# Léon van der Essen
Léon van der Essen, né à Anvers le 12 décembre 1883 et mort à Louvain le 10 février 1963, est un historien belge, professeur à l'Université catholique de Louvain. Il a notamment publié Le Siècle des Saints.

## Biographie
Après des études d'humanités au collège Saint-Jean Berchmans à Anvers, il s'inscrivit à l'Université catholique de Louvain. En 1905, il termina son doctorat en philosophie et lettres avec la plus grande distinction, et sa thèse, couronnée par l'Institut de France, lui valut une bourse de voyage en Italie. En 1909, il fut nommé assistant à l'Université de Louvain, en 1910 chargé de cours, et professeur extraordinaire en  1912.
Lors de l'invasion allemande, le 4 août 1914, il servit à la Garde civique jusqu'à la dissolution de cette formation le 19 août. En tant que visiting professor, il fut chargé d'une mission de propagande à Chicago aux États-Unis, alors neutres.
De 1917 à 1918, il fut appelé à remplir la fonction de chef du cabinet politique du baron Charles de Broqueville, ministre des affaires étrangères et formateur du gouvernement. Il fut notamment mis à la tête de la commission pour la recherche d'une solution à la question flamande, demandée par le roi Albert. Après la démission du gouvernement du baron de Broqueville, il resta attaché au Ministère des Affaires étrangères jusqu'en 1922, et fut notamment conseiller de la délégation belge à la Conférence de la Paix à Versailles.
Il fut promu professeur ordinaire à l'Université catholique de Louvain en 1919, second secrétaire en juillet 1922 et secrétaire général de l'université le 18 août 1930.
En 1936, il reçut le Prix quinquennal d'histoire nationale pour son grand ouvrage en cinq volumes sur Alexandre Farnèse.
En 1945, il publie une brochure intitulée «La Belgique indépendante». En tant qu'historien, Léon van der Essen conteste une idée largement répandue, aussi bien auprès des belgicains qu’auprès des flamands nationalistes, notamment que «notre peuple» ou «nos peuples» furent opprimés durant des siècles par des despotes étrangers.
Lors de l'invasion allemande en mai 1940, il quitta son domicile pour se fixer à Montpellier, en France, où il organisa un jury d'examen pour permettre aux nombreux étudiants basés également dans la région, de garder les bénéfices de l'année universitaire presque achevée. Après l'armistice française, il retourna à Louvain où il seconda le recteur de l'université, Honoré Van Waeyenbergh, et le vice-recteur dans leur résistance aux efforts d'ingérence des autorités allemandes d'occupation.
Après la guerre, sa qualité de membre de la Commission des Crimes de Guerre le conduisit notamment à être le représentant de la Belgique au procès des criminels de guerre à Nuremberg, le 4 février 1946.
En 1953, il fit un long voyage au Chili, en Argentine, au Brésil et au Sénégal.
Le roi lui octroya, le 15 février 1954, concession de noblesse en reconnaissance de ses mérites scientifiques. 
En juillet de la même année, atteint par la limite d'âge, il fut admis à l'éméritat ; il poursuivit ses fonctions de secrétaire général de l'université jusqu'au mois d'août 1961
Il décéda à Louvain le 10 février 1963

## Quelques ouvrages
- L' Etude critique et littéraire sur les "Vitae" des saint mérovingiens de l' ancienne Belgique, Bruxelles, 1908.
- Petite histoire de l'invasion et de l'occupation allemande en Belgique, G. Van Oest et Cie, Bruxelles/Paris, 1917
- L'invasion allemande en Belgique. De Liége à l'Yser. Avec une esquisse des négociations diplomatiques précédant le conflit, Payot et Cie, Paris, 1917
- Une institution d'enseignement supérieur sous l'ancien régime. L'Université de Louvain 1425-1797, Vromant & Cie, Bruxelles/Paris, 1921
- Pour mieux comprendre notre histoire nationale, Éd. Rex, Louvain/Paris/Rome/Zug, 1932
- Alexandre Farnèse, prince de Parme, gouverneur général des Pays-Bas, 1545-1592
  - I 1545-1578, Librairie nationale d'art et d'histoire, Bruxelles, 1933
  - II 1578-1582, Libr. nationale d'art et d'histoire, Bruxelles, 1934
  - III 1582-1584, Libr. nationale d'art et d'histoire, Bruxelles, 1934
  - IV Le siège d'Anvers, 1584-1585, Nouvelle Société d'Éditions, Bruxelles, 1935
  - V 1585-1592, Nouvelle Société d'Éditions, Bruxelles, 1937
- Le « Siècle des saints », 625-739 : étude sur les origines de la Belgique chrétienne, La Renaissance du Livre, Bruxelles, 1942
- Pages d'histoire nationale et européenne, Goemaere, Bruxelles, 1942
- La Belgique indépendante, Éditions universitaires/Les Presses de Belgique, Bruxelles, 1945
- L'Université de Louvain, Éditions universitaires/Les Presses de Belgique, Bruxelles, 1945
- La diplomatie : ses origines et son organisation jusqu'à la fin de l'Ancien Régime, Éditions P.D.L, Bruxelles, 1953

## Sources
- Alfred van der Essen, Histoire généalogique et sociale de la famille van der Essen (Archives familiales, ouvrage non édité)
- Terlinden C., « Léon-Jean van der Essen (1883-1963) », Revue belge de philologie et d’histoire, 1963, vol. 41, no  1, p. 359‑360. (Le texte se trouve ici).
- Claude Bruneel, « Van der Essen, Léon », Nouvelle biographie nationale, t. VII, Bruxelles, Académie royale de Belgique, 2003, p. 357-360.